# Watson (Illinois)
Watson és una població dels Estats Units a l'estat d'Illinois. Segons el cens del 2000 tenia 729 habitants.

## Demografia
Segons el cens del 2000, Watson tenia 729 habitants, 245 habitatges, i 191 famílies. La densitat de població era de 287,2 habitants/km².
Dels 245 habitatges en un 51,4% hi vivien nens de menys de 18 anys, en un 57,1% hi vivien parelles casades, en un 14,7% dones solteres, i en un 22% no eren unitats familiars. En el 20,4% dels habitatges hi vivien persones soles el 7,8% de les quals corresponia a persones de 65 anys o més que vivien soles. El nombre mitjà de persones vivint en cada habitatge era de 2,98 i el nombre mitjà de persones que vivien en cada família era de 3,39.
Per edats la població es repartia de la següent manera: un 34,4% tenia menys de 18 anys, un 9,7% entre 18 i 24, un 34,8% entre 25 i 44, un 14,4% de 45 a 60 i un 6,6% 65 anys o més.
L'edat mediana era de 28 anys. Per cada 100 dones de 18 o més anys hi havia 95,1 homes.
La renda mediana per habitatge era de 39.028 $ i la renda mediana per família de 42.159 $. Els homes tenien una renda mediana de 28.125 $ mentre que les dones 20.833 $. La renda per capita de la població era de 13.000 $. Aproximadament el 9,3% de les famílies i el 9,5% de la població estaven per davall del llindar de pobresa.

## Poblacions més properes
El següent diagrama mostra les poblacions més properes.